# Johan Wilhelm Welcker

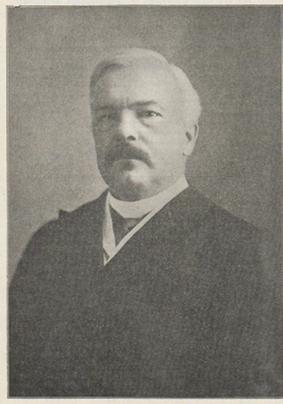
Johan Wilhelm Welcker (1907)

Johan Wilhelm Welcker (Arnhem, 2 december 1845 - Oosterbeek, 15 december 1918) was een Nederlands waterbouwkundige.

## Biografie

### Jeugd en opleiding
Tot ongenoegen van zijn vader, de koopman Rudolf Welcker besloot hij na zijn schoolopleiding niet bij de firma van zijn vader (de fa. Andres en van Embden In Arnhem) in dienst te treden, maar de opleiding voor ingenieurs in Delft te volgen. Zijn vader wilde de keuze van zijn zoon echter niet tegenwerken, en zo werd Welcker op zeer jeugdige leeftijd van ruim 15 jaar in 1861 student aan de Koninklijke  Akademie te Delft. Door de wijziging in het studieplan bij de omvorming van Akademie in Polytechnische School te Delft werd door alle studenten, zowel die voor Indisch ambtenaar als voor ingenieur studeerden, een vol jaar verloren. Hierdoor studeerde hij pas af in 1866. Daarna volgde in het laatst van 1866 het vergelijkend examen voor de Rijkswaterstaat, waarvan het gevolg was dat hij met ingang van 1 mei 1867 benoemd werd tot surnumerair van de Waterstaat. Hij werd in oktober van dat jaar toegevoegd aan ir. Van Opstall in Gorkum, en werd ingezet voor de werkzaamheden voor de Nieuwe Merwede. Hij bleef hier 5 jaar, wat vrij lang was voor een surnumerair. De laatste 3 jaar werkte hij hier onder leiding van ir. van der Toorn.

### De Algemene Dienst, Alkmaar, Rotterdam, Zwolle
In 1872 werd hij overgeplaatst naar Den Haag. De Haagse tijd was buiten zijn  Buiten zijn drukke betrekking (omdat de rivierdienst, die tot die tijd op onlogische wijze over allerlei arrondissementen verdeeld geweest was en geheel georganiseerd moest worden) was veel van zijn tijd gewijd aan onderzoek van archieven op waterstaatsgebied. Verantwoordelijk voor deze reorganisatie was zijn toenmalige chef, ir. Rose. Toen ir. Rose min 1878 naar 's-Hertogenbosch verbannen was door minister Tak van Poortvliet en door van der Toorn werd opgevolgd, werd Welcker tegelijk geplaatst onder inspecteur in ir. P.Caland. Kort daarna, in 1880, werd door hem uitgegeven: „De Noorder Lekdijk bovendams en de doorsteking van den Zuider Lekdijk bij Culemborg 1803—1813". Hierin wordt, behalve de geschiedenis van dit ondoordachte plan van Jan Blanken, een uitvoerig overzicht van de oorsprong van Rijkswaterstaat gegeven en worden rivierkundige beginselen ontwikkeld, die de toets der tijd hebben doorstaan.
Per 1 April 1881 werd Welcker tot arrondissementsingenieur te Alkmaar benoemd. Hij beheerde daar de rijkswerken goed en zuinig, zodanig zelfs dat twee decennia later de vertegenwoordiger van  Alkmaar in de Tweede kamer, Pieter van Foreest, bij een kritisch betoog over de uitgaven van Rijkswaterstaat hem aanhaalde als een goed en zuinig beheerder. Hij was in die tijd nauw betrokken bij de ontwerpen voor de afsluiting van de Zuiderzee, alsmede de afsluiting van het Eijerlandse Gat.
Op 1 juni 1888 werd hij ingenieur in het 6de rivier-arrondissement met standplaats Rotterdam. De verbetering van de Nieuwe Waterweg was toen in volle gang. Onder zijn leiding werd deze vaarweg continu verdiept. Hij was inmiddels in rang opgeklommen tot ingenieur 1e klasse.
Op 1 februari 1892 werd hij hoofdingenieur in Zwolle en belast met de provincies  Drente en Overijssel.

### De Zuiderzeecommissie
Bij K. B. van 5 Sept. 1892 werd de Staatscommissie inzake de afsluiting en droogmaking van de Zuiderzee ingesteld (N.B. Dit is niet de Staatscommissie Zuiderzee van 1918). Welcker was hiervan lid. Hij behoorde tot de minderheid van zes leden, die bezwaar hadden tegen de droogmaking, op grond van de grote financiële verplichtingen, die het uitvoeren van deze werken met zich zouden meebrengen en de onzekerheid van dev financiële uitkomsten. Van zijn werkzaamheid in deze commissie getuigt speciaal zijn achter het verslag van de  commissie gedrukte nota over de aanslibbing in het ontworpen IJsselmeer, waaromtrent hij de denkbeelden van de meerderheid der commissie te optimistisch achtte.

### Terug naar Den Haag
Op 1 november 1900 werd Welcker weer naar 's-Gravenhage overgeplaatst en belast met het rivierbeheer. In 1903 verwisselde hij die functie met het directeurschap betrekking van de 10e directie (Zuid-Holland).  In november 1906 werd hij inspecteur-generaal van de 2e inspectie (samengesteld uit de provincies Gelderland, Utrecht, Noord-Brabant en Limburg, alsmede de grote rivieren)..

### Overige Nederlandse functies
In 1879 richtte hij met  J. Kuijper, Bouman, Plantenga en de Bas de afdeling Nederland op van het Aardrijkskundig Genootschap, hij was de eerste secretaris. Van zijn hand is in het Tijdschrift van het Aardrijkskundig Genootschap een groot aantal discussies, met name over de aardrijkskunde van Nederland,  maar ook over het reilen en zeilen van het Genootschap. Ook heeft hij regelmatig voor het Genootschap lezingen gehouden. in ons vaderland in de laatste tientallen jaren tot stand gebracht, met een kaart der gewonnen polders.
In April 1897 heeft hij op het 6e Nederlandsch Natuur- en Geneeskundig Congres een lezing gehouden over de Nederlandse duinverdediging .
Zowel in Alkmaar als in  Zwolle was hij lid van het college van toezicht op de gevangenissen, in Zwolle vanaf 1899 ook van de geneeskundige raad van Overijssel en Drenthe, later zowel  in Zwolle als in 's-Gravenhage lid van de gezondheidscommissie. In 1879 was hij lid van de  commissie voor het eindexamen van de Polytechnische School te Delft; later is hij tal van malen lid van examencommissies geweest voor adspirant- of adjunct-ingenieur, voor opzichter van  Rijkswaterstaat en voor bureauambtenaar van Rijkswaterstaat geweest. Vanaf 1906 trad hij op als voorzitter van de Vereeniging van Delftsche Ingenieurs.
Welcker was van 1880 tot 1883 en van 1902 tot 1905 lid, van 1903 tot 1905 president van den Raad van Bestuur van het Koninklijk Instituut van Ingenieurs.
Hij gaf in het Tijdschrift van het K.I.v.I. van 1904—1905 een zeer uitvoerige levensbeschrijving van ir. J.F.W. Conrad. Dit artikel  is ook als boek uitgegeven.

### Internationaal werk
Tijdens zijn verblijf te Alkmaar werd aan Welcker in 1885 gedurende een half jaar verlof verleend om met den inspecteur P. Caland een reis te maken naar de Braziliaansche provincie Rio Grande do Sul, ten einde de mogelijkheid van een blijvende verdieping van de rivier van dien naam te onderzoeken. Welcker heeft heriover een lezing gehouden voor de KNAG. In de vergadering van het Kon. Instituut van Ingenieurs van 13 April 1886 heeft Caland hierover een  mededeling  gedaan, terwijl hij er in die van 10 juni 1886 aan toevoegde „dat hij in den heer Welcker niet alleen een aangenamen reiscompagnon heeft gehad maar tevens een flinke hulp voor het werk, dat er te doen was".
In de zomer van 1892 was hij afgevaardigde van het Rijk naar het 5e Internationaal Scheepvaartcongres te Parijs; hij gaf daarvoor een beschrijving van de verbetering van den Rotterdamse Waterweg. Naar aanleiding hiervan heeft het Engelse ICE een tweetal publicaties uitgebracht over estuaria, waarin uitgebreid aandacht wordt besteed aan de Nieuwe Waterweg. , terwijl hij op dat congres een woord van protest liet horen over het feit, dat de verbeteraar van vaarweg naar Bremen (de Weser), Prof. Franzius, niet gerefereerd had naar het werk van Caland, wiens voorbeeld hij, althans voor een deel, gebruikt had.

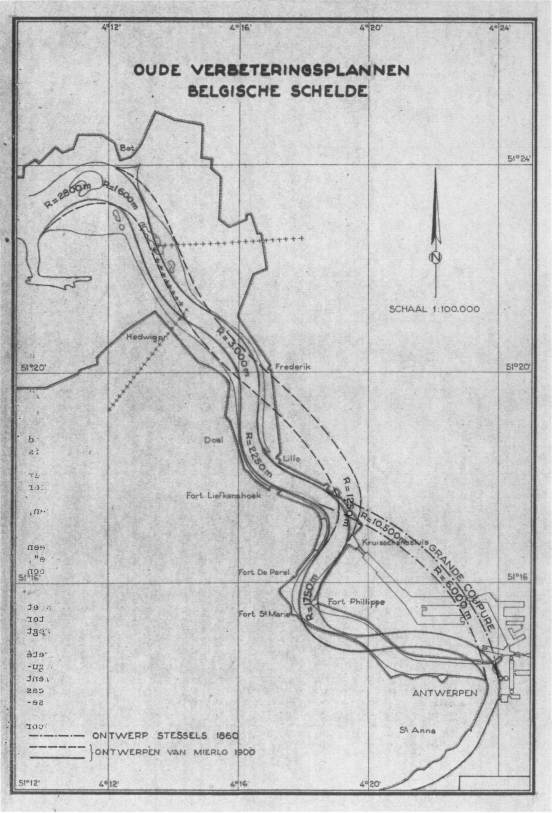
Verbeterplannen voor de Schelde tussen Antwerpen en de grens

In 1898 ontving hij met ir J.F.W. Conrad, een opdracht van de gemeente Antwerpen over de plaats van de „grande coupure", zoals voorgesteld door de Belgische overheid; hun rapport verscheen in 1899, gevolgd, vooral naar aanleiding van een antwoord van Prof. Franzius te Bremen, door een tweede rapport van 1900. Welcker heeft over dit ontwerp in de Instituutsvergadering van April 1901 het een en ander medegedeeld, terwijl hij daarop is teruggekomen in die van juni 1905. De Nederlandse rapporteurs beschouwden de grote doorsteek, dien men beneden Antwerpen wil maken, vooral als schadelijk tijdens de aanleg. Uiteindelijk is deze rivierverlegging niet in deze vorm uitgevoerd maar zijn er aan weerszijden van de Schelde dokhavens aangelegd..
In de vergadering van het Instituut van November 1902 hield hij een voordracht over de verbetering van de Straat Soerabaja. Hij vergeleek de situatie aldaar met een voormalige voortzetting van de Rode Zee in een westelijke richting naar de Nijldelta, en wees op de geschiedenis van de verdroging aldaar als een waarschuwend voorbeeld tegen het maken van werken tot verbetering van het Westgat (nuTeluk Lamong).
In 1905 werd hij lid van de internationale, technische commissie van adviserende ingenieurs ter beoordeling van de plannen voor het Panamakanaal. Hij vertrok daarvoor in augustus 1905 naar Amerika en de commissie bracht in Januari 1906 verslag uit, terwijl Welcker in diezelfde maand naar Nederland terugkeerde. De meerderheid der commissie (8 leden, waaronder de 5 Europese  leden) adviseerden voor een open kanaal, terwijl 5 der Amerikaanse leden het duurdere en in aanleg langer durende sluizenkanaal voorstonden. Om politieke redenen is voor het laatste gekozen. Uit een voordracht van Dr. C. Lely in de Koninklijke Akademie van Wetenschappen van 30 maart 1907 kan men zien dat een der hoofdbezwaren tegen het open kanaal, de te sterke stroom, die daarin te verwachten zou zijn, illusoir is, of althans geheel wordt opgeheven door een meer, vrij nabij de Stille Oceaan, met de nodige verbreding van het kanaal tussen de zee en het meer. Welcker deed in 1906 in een KIvI-vergaderingenige mededelingen over het Panamakanaal en over de Mississippi.
Hij was in 1903 afgevaardigde op het 9e Scheepvaartcongres te Dusseldorf, en werkte mee aan het daarover opgemaakt verslag.

### Privé

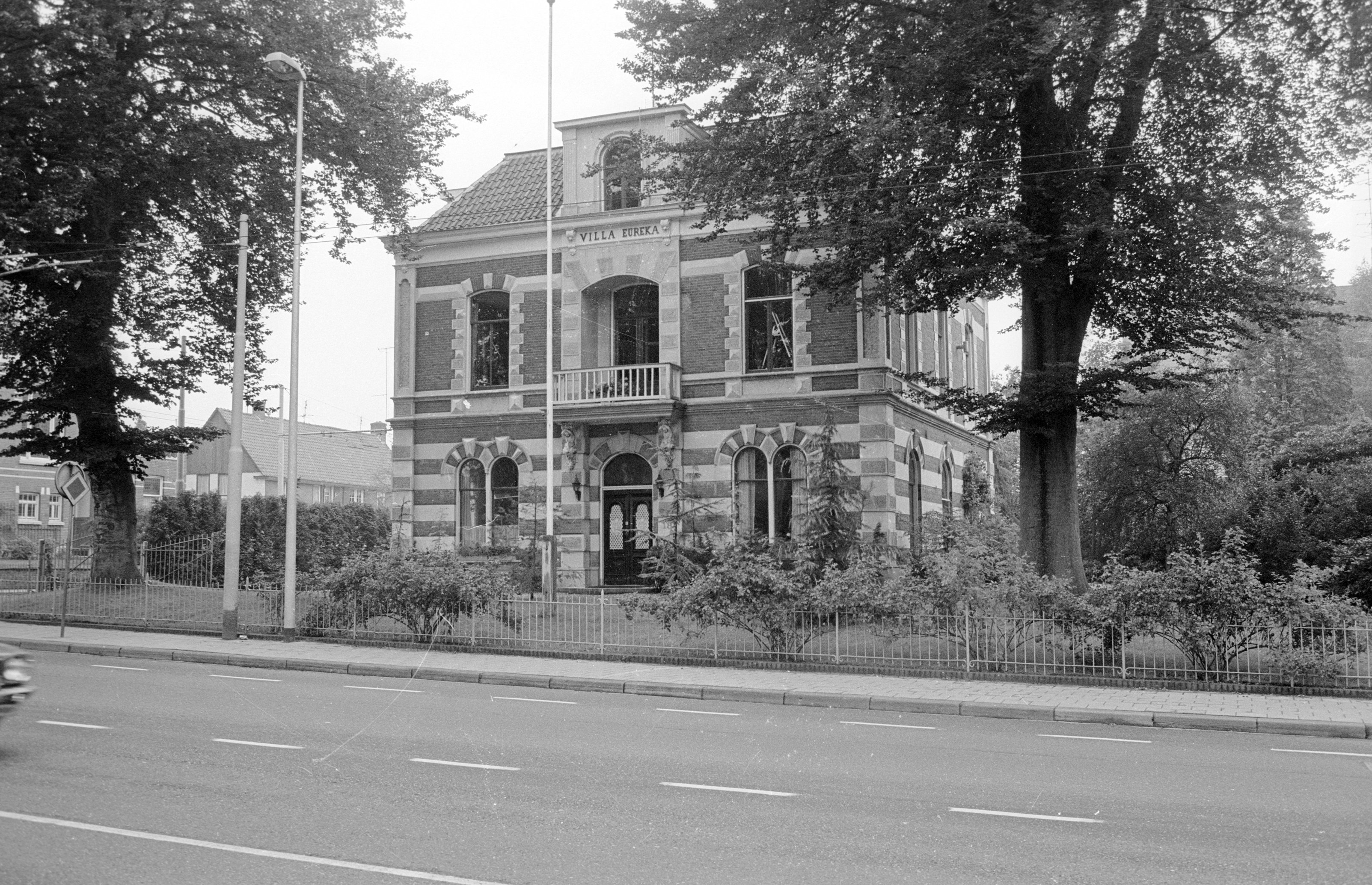
Woning van Johan Wilhelm Welcker, Utrechtseweg 181, Oosterbeek

Hij was de zoon van Rudolph Welcker, expediteur en commissionair, en Christina Henriette Pauline Malinckrodt, bankiersdochter. Hij huwde met  Anna Wilhelmina Coster van Voorhout op 21 augustus 1873 in Tiel, en na haar overlijden in 1876 op 7 december 1878 in Den Haag met Clara Albertine de Wit. Met Clara kreeg hij 5 kinderen. 

## Eerbetoon
Hij werd 30 augustus 1898 benoemd tot ridder in de orde van de Nederlandsche Leeuw. Hij was verder Commandeur in de Orde van Oranje-Nassau en in de Kroonorde van Pruissen.